# گیبسون کاماو کریا
گیبسون کاماو کریا (انگلیسی: Gibson Kamau Kuria؛ زادهٔ ۳ مارس ۱۹۴۷) وکیل اهل کنیا است.
او جوایز بسیاری بخاطر فعالیت‌های حقوق بشری دریافت کرده‌است.
سال ۱۹۸۸ جایزه حقوق بشر جان اف کندی از مرکز عدالت و حقوق بشر رابرت اف. کندی؛ به او تعلق گرفت، ولی دولت کنیا پاسپورت دکتر کریا را مصادره کرده بود و قادر به سفر به ایالات متحده برای دریافت جایزه نشد.
اوت ۱۹۹۰ - کریا از سوی انجمن دادگستری آمریکا مورد تقدیر قرار گرفت و به او جایزه اهدا شد.
دسامبر ۱۹۹۰ - جایزه دیده‌بان حقوق بشر به او اهدا شد.
۱۹۹۳ - کریا از سوی کمیته بین‌المللی حقوقدانان (کنیا) جایزه سال را به دست آورد.